# Lockheed D-21
Pour les articles homonymes, voir D21.

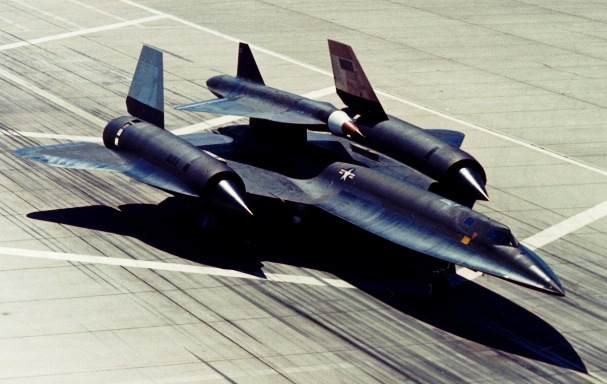
D-21B porté par un M-21 Blackbird.

Le Lockheed D-21 est un drone de reconnaissance supersonique américain. Le D-21 a été initialement conçu pour être lancé à partir d'un M-21, une variante du Lockheed A-12. Le drone avait une vitesse maximale dépassant Mach 3,3 et un plafond pratique de 27 000 mètres. Le développement démarre en octobre 1962. Premièrement connu par son appellation Q-12 donnée par Lockheed, le drone est conçu pour la reconnaissance profonde dans le territoire ennemi.
Le D-21 est conçu pour emporter une caméra haute résolution au-dessus d'un chemin prédéfini, relâcher le module caméra dans les airs pour être récupéré, après quoi le drone s'autodétruit. Après un accident fatal lors d'un lancement à partir d'un M-21, le D-21 fut modifié afin d'être lancé d'un B-52 Stratofortress. Plusieurs vols d'essais ont été effectués, suivis de quatre vols infructueux au-dessus de la Chine. Le programme s'arrêta en 1971.
Il était conçu par l'équipe des Skunk Works de la firme Lockheed. Propulsé par statoréacteur, il était capable d'atteindre des vitesses supérieures à Mach 3.

## Développement
,À l'origine, le D-21 a été conçu en octobre 1962 pour étudier la faisabilité d'un drone à haute altitude et grande vitesse pour aider la CIA lors de reconnaissance à longue distance. Le drone a premièrement reçu la désignation Q-12 au sein de Lockheed et était un secret très bien gardé. La mission avait comme nom de code "Tagboard" et le drone était en position superposée sur un M-21, une version biplace du A-12, qui possédait un pylône au milieu du fuselage entre les deux dérives afin de porter le drone en position cabrée. Le drone portait l'équipement photographique et électronique dans une trappe à l'avant sous le fuselage, et qui était conçue pour éjecter l'équipement à la fin de la mission. L'équipement parachuté était ensuite capturé en vol par un C-130 modifié.
Lockheed prévoyait de le lancer depuis un A-12 de type biplace préalablement modifié lui conférant l'appellation M21. Il devait accomplir les missions de reconnaissance jugées trop dangereuses pour un véhicule habité. Le programme fut abandonné en 1966 après un accident. Durant un vol d'essai, le drone heurta le véhicule porteur Lockheed M-21 Blackbird et l'officier de lancement trouva la mort après s'être éjecté. L'avion porteur était baptisé M pour "mother" (mère) et le drone D pour "daughter" (fille).
Un successeur, le D-21B (en photo) fut utilisé à quatre reprises au-dessus de la République populaire de Chine pour surveiller le site nucléaire de Lop Nor sans succès entre le 9 novembre 1969 et le 20 mars 1971. Un total de 38 D-21 sont construits.
On peut voir douze exemplaires D-21B exposés dans des musées dont un Museum of Flight à Seattle, un au PIMA Air Museum à Tucson, un autre à une exposition à l'Air Force Plant 42 et un en mauvais état au Musée de l'aviation chinoise, ce dernier étant l'un des exemplaires perdus en mission.

### Tests et changement de porteur
Un D-21 monté sur un M-21 a commencé les tests en vol le 22 décembre 1964. Des protections aérodynamiques étaient initialement placées sur l'entrée d'air et la tuyère déjection du D-21 pour réduire la traînée mais elles ont dû être retirées après les premiers tests car il était impossible de les maintenir à Mach 3 sans endommager le drone ou l'avion porteur.
Le D-21 a fait son premier lancement à partir d'un M-21 le 5 mars 1966. Le drone fut lâché mais est resté proche du M-21 pendant quelques secondes, qui parurent deux heures selon l'équipage. Un deuxième essai a eu lieu le 27 avril 1966. le drone a atteint son altitude optimale de 27 000 m et une vitesse supérieure à Mach 3,3 bien qu'il ait échoué à cause de la pompe hydraulique, après un vol  de plus de 2 200 km. L'USAF continue de porter de l'intérêt au programme et d'autres D-21 ont été commandés après le deuxième lancement. Un troisième vol a eu lieu le 16 juin dans lequel le D-21 vola 2 900 km dans son trajet planifié, mais malheureusement, la trappe de la caméra ne s'est pas ouverte à cause d'une panne liée à l'électronique.
Le quatrième et dernier lancé à partir d'un M-21 le 30 juillet s'est terminé de manière désastreuse. Contrairement aux trois lancements précédents, celui-ci a été fait lors d'un vol en palier (à l'horizontale), et non avec une trajectoire en courbe descendante pour aider le drone à se séparer de l'avion. Le D-21 a eu un problème lié à son moteur et a touché l'empennage du M-21 après la séparation ce qui a mené à la destruction des deux aéronefs. Les deux pilotes se sont éjectés et sont arrivés dans l'eau. Le pilote Bill Park a survécu mais le lanceur du drone Ray Torrick, s'est noyé.
À la suite de l'accident, Clarence Johnson suggère de lancer le D-21 à partir d'un bombardier B-52 Stratofortress et ajouter une fusée pour l'accélérer afin qu'il atteigne sa vitesse de croisière. Le drone a été modifié et des points d'attache lui sont ajoutés au milieu son extrados pour qu'il puisse s'accrocher au point d'attache du B-52H et ses points d'attache sur l'intrados ont été modifiés pour correspondre à la fusée. La taille de la dérive a été augmentée d'environ 20%. La version modifiée du drone était désignée D-21B (il n'y a pas eu de D-21A). Deux B-52 ont été modifiés pour emporter deux drones à l'aide de deux grands pylônes qui remplacèrent les petits pylônes qui étaient utilisés pour les missiles de croisière AGM-28 Hound dog. La mitrailleuse de queue et la station de guerre électronique ont été remplacés par des stations de lancement de drone. Des systèmes de commande et de télémétrie ont été ajoutés ainsi que des caméra haute vitesse pour suivre les drones lorsqu'ils se séparaient des pylônes. L'opérateur de lancement de drone sur le B-52H pouvait communiquer avec le D-21B et le faire s'auto-détruire.
La fusée à combustible solide était à la fois plus grande et plus lourde que le drone. Elle faisait 14 m de long et pesait 6 tonnes. Elle avait une dérive pliante à l'arrière pour se stabiliser lorsque la fusée était en combustion. La fusée devait brûler pendant 87 secondes et avait une poussée de 121 kN. Pendant les manœuvres au sol, tout le monde dans un rayon de 25 pieds (7,6 mètres) était obligé de porter un fil antistatique pour éviter les étincelles qui pourraient déclencher la mise à feu de la fusée.
La première tentative de lancer d'un D-21B était le 28 septembre 1967 mais le drone est tombé du B-52 avant le point de largage attendu à cause d'une vis en mauvais état. Johnson a trouvé l'accident "très gênant". Trois autres lancements ont été effectués entre novembre 1967 et janvier 1968. Aucun n'a été un franc succès, Johnson ordonna donc à son équipe de mener une inspection approfondie avant que d'autres tentatives de lancements soient faits. Le lancement suivant, le 10 avril 1968 fut aussi un échec car le moteur n'a pas démarré. Le 16 juillet, le D-21B a finalement fait un vol complet avec succès. Il a volé à son altitude et sa vitesse de croisière pendant tout le vol et le largage a été récupéré. Les deux prochains lancés furent des échecs, suivis d'un autre vol fructueux en décembre. Un vol effectué en février 1969 pour vérifier le système de navigation inertielle un profil de mission réel a été un échec. Les deux vols qui suivirent en mai furent réussis.

## Histoire opérationnelles
Quatre missions ont eu lieu avec le D-21B avec le nom de code "Senior Bowl". Ces missions ont eu lieu au-dessus de la République populaire de Chine du 9 novembre 1969 au 20 mars 1971 pour espionner le site de test nucléaire Lop Nor. La 4200e escadrille de soutien, basée à la base aérienne de Beale en Californie effectuait les missions, habituellement à partir de la base aérienne de Andersen à Guam.
Le gouvernement chinois n'a jamais dit avoir repéré un D-21B en vol. Le premier a mal effectué son demi-tour et a continué tout droit en s'écrasant en Union soviétique. Un autre vol d'essai a été effectué le 20 février 1970 afin de régler des problèmes, avec succès. La deuxième mission a eu lieu le 16 décembre 1970. Le D-21B a atteint Lop Nor et est retourné à son point de récupération, mais la trappe a eu un problème de parachute et le tout a été perdu dans la mer avec les photographies.
Pendant la troisième mission le 4 mars 1971, le D-21B a volé jusqu'à Lop Nor, est revenu et a largué sa cargaison, qui a ensuite ouvert son parachute, mais la récupération en vol a échoué et la cargaison est tombé à l'eau. Le destroyer, qui essayait de récupérer la cargaison, l'a percutée et coulée. La quatrième et dernière mission du D-21B était en mars 1971. Il a été perdu au-dessus de la Chine, dans la province de Yunnan, lors de la dernière phase de sa route. Les débris ont été trouvés par les autorités locales. En 2010, après avoir été dans la réserve du musée de l'aviation chinoise pendant des années, l'épave du drone a été placée dans la zone d'exposition.
Le 23 juillet 1971, le programme du D-21B est annulé à cause de taux de réussite faibles, l'introduction de nouvelles générations de caméras satellites, et du rapprochement de Richard Nixon avec la Chine. 38 drones D-21 et D-21B ont été construits, 21 d'entre eux ont été utilisés lors de lancements. Les 17 restants ont d'abord été stockés à la base aérienne de Norton en Californie, puis déplacés dans le cimetière à la base aérienne Davis-Monthan près de Tucson en Arizona en 1976 et 1977. Avec l'ouverture de la base au public, les drones D-21 ont rapidement été repérés et photographiés. La base les appelait GTD-21B avec GT signifiant Ground Training (entraînement au sol).
Le sort du D-21 qui avait disparu lors de la première mission a finalement été révélé en février 1986, lorsqu'un responsable de la CIA a rendu à Ben Rich un panneau qu'il a reçu d'un agent du KGB. Le drone s'est auto-détruit au-dessus de la Sibérie et les Soviétiques ont récupéré l'épave. Le bureau d'étude Tupolev a fait de la rétro-ingénierie sur l'épave et a produit des plans pour une copie soviétique appelée Voron (Corbeau), mais elle n'a jamais été construite.
Vers la fin des années 1990, la NASA envisage d'utiliser un D-21 pour tester un moteur hybride qui se comporte comme un statoréacteur ou un moteur fusée selon son régime de vol. Finalement, la NASA a utilisé un dérivé du véhicule d'essai hypersonique X-43A pour ses expériences.

## Galerie

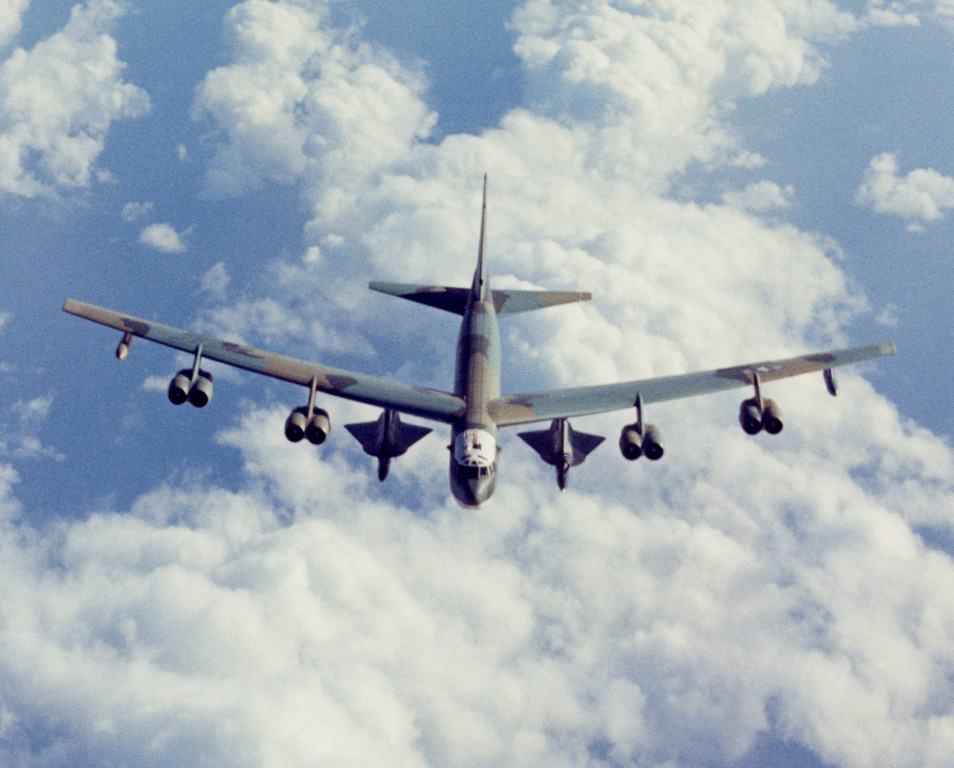
B-52H modifié pour emporter deux D-21 pour les essais entre 1967 et 1969.
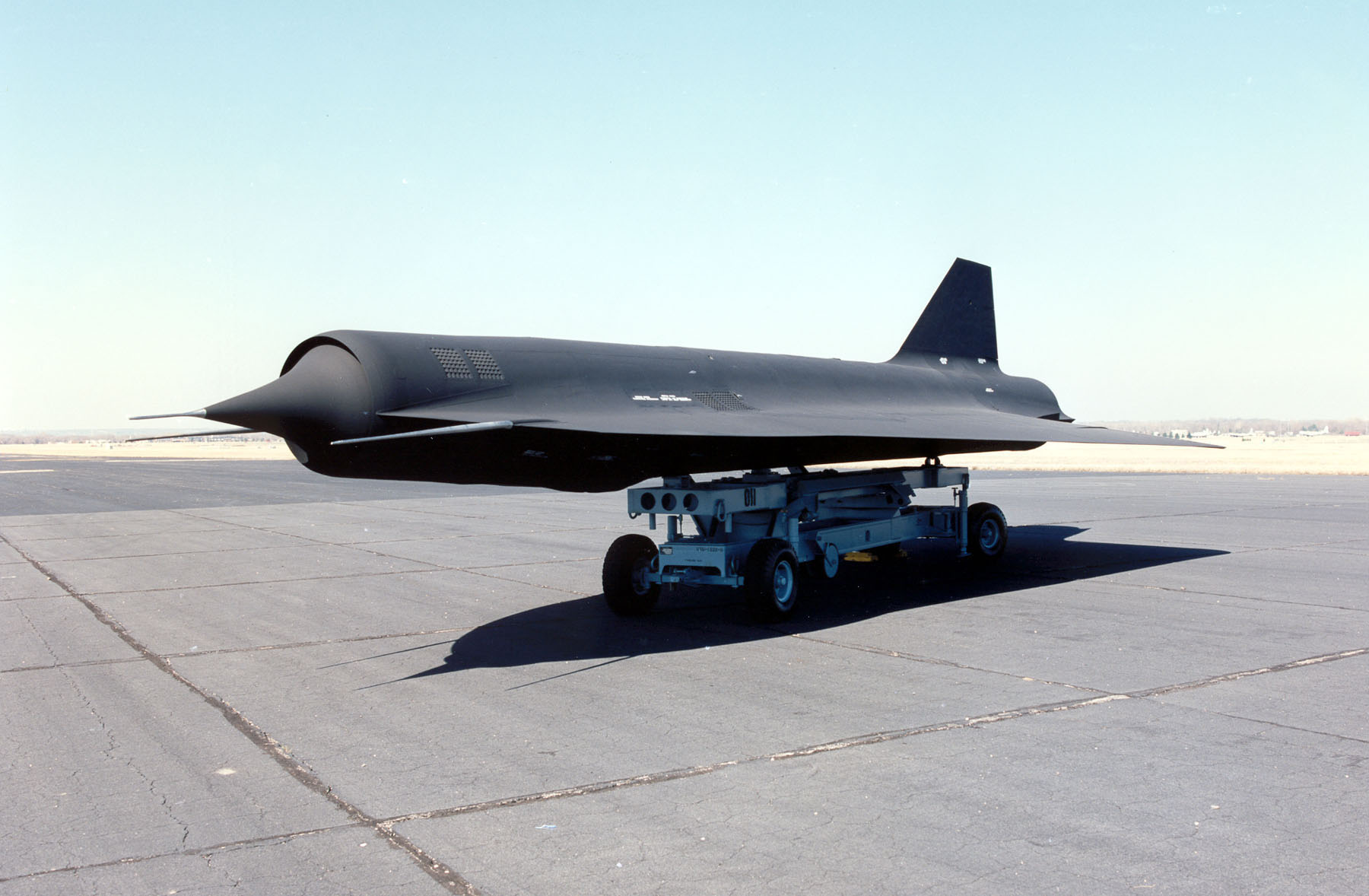
Lockheed D-21.
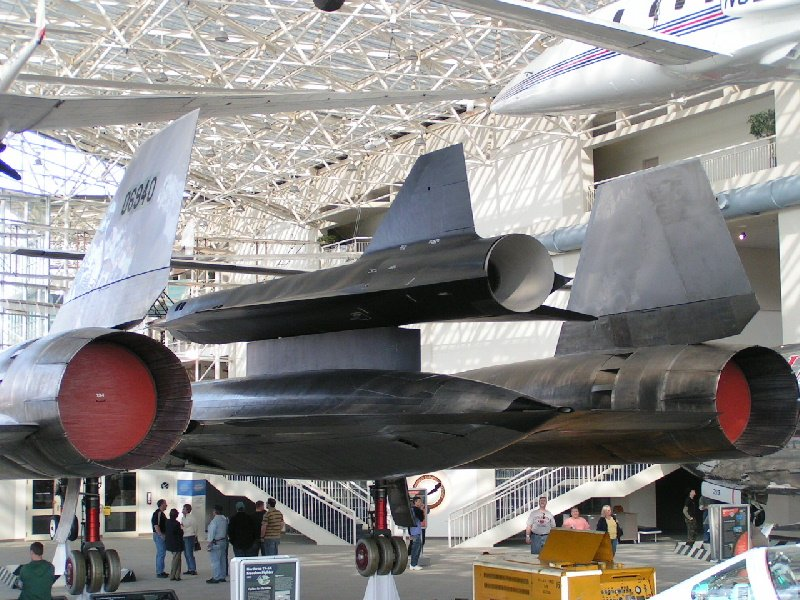
Un drone D-21B porté par un M-21 Blackbird.

## voir aussi

### Développement lié
- Aéronef parasite
- Lockheed A-12
- Lockheed YF-12
- Lockheed SR-71 Blackbird